# Svetovno prvenstvo športnih dirkalnikov sezona 1970
Svetovno prvenstvo športnih dirkalnikov sezona 1970 je bila osemnajsta sezona Svetovnega prvenstva športnih dirkalnikov, ki je potekalo med 31. januarjem in 11. oktobrom 1970. Naslov konstruktorskega prvaka je osvojil Porsche (S in P, GT).

## Spored dirk
| Št | Ime                  | Dirkališče                     | Datum                 |
| -- | -------------------- | ------------------------------ | --------------------- |
| 1  | 24 ur Daytone        | Daytona International Speedway | 31. januar 1. februar |
| 2  | 12 ur Sebringa       | Sebring International Raceway  | 21. marec             |
| 3  | 1000 km BOAC-a†      | Brands Hatch                   | 12. april             |
| 4  | 1000 km Monze        | Autodromo Nazionale Monza      | 25. april             |
| 5  | Targa Florio         | Palermo                        | 3. maj                |
| 6  | 1000 km Spaja        | Circuit de Spa-Francorchamps   | 17. maj               |
| 7  | 1000 km Nürburgringa | Nürburgring                    | 31. maj               |
| 8  | 24 ur Le Mansa       | Circuit de la Sarthe           | 15. junij 16. junij   |
| 9  | 6 ur Watkins Glena   | Watkins Glen International     | 11. julij             |
| 10 | 1000 km Zeltwega     | Österreichring                 | 11. oktober           |

- † - Le za športne dirkalnike.

## Rezultati

### Po dirkah
| Št | Dirkališče        | Zmag. moštvo šp. dir.                     | Zmag. moštvo GT                             | Poročilo |
| Št | Dirkališče        | Zmag. dirkač(a) šp. dir.                  | Zmag. dirkača (-i) GT                       | Poročilo |
| -- | ----------------- | ----------------------------------------- | ------------------------------------------- | -------- |
| 1  | Daytona           | #2 John Wyer Automotive                   | #7 Owens Corning Racing                     | Poročilo |
| 1  | Daytona           | Pedro Rodriguez Leo Kinnunen Brian Redman | Jerry Thompson John Mahler                  | Poročilo |
| 2  | Sebring           | #21 SpA Ferrari SEFAC                     | #1 Troy Promotions                          | Poročilo |
| 2  | Sebring           | Ignazio Giunti Nino Vaccarella            | Tony DeLorenzo Dick Lang                    | Poročilo |
| 3  | Brands Hatch      | #10 John Wyer Automotive                  | -                                           | Poročilo |
| 3  | Brands Hatch      | Pedro Rodriguez Leo Kinnunen              |                                             | Poročilo |
| 4  | Monza             | #7 John Wyer Automotive                   | #87 Brescia Corse                           | Poročilo |
| 4  | Monza             | Pedro Rodriguez Leo Kinnunen              | Giuseppe Schenetti Sergio Zerbini           | Poročilo |
| 5  | Palermo           | #12 John Wyer Automotive                  | #174 HF Squadra Corse                       | Poročilo |
| 5  | Palermo           | Jo Siffert Brian Redman                   | Sandro Munari Claudio Maglioli              | Poročilo |
| 6  | Spa-Francorchamps | #24 John Wyer Automotive                  | #59 Bernard Cheneviére                      | Poročilo |
| 6  | Spa-Francorchamps | Jo Siffert Brian Redman                   | Bernard Cheneviére Claude Haldi             | Poročilo |
| 7  | Nürburgring       | #22 Porsche Salzburg                      | #79 Dieter Fröhlich                         | Poročilo |
| 7  | Nürburgring       | Vic Elford Kurt Ahrens Jr.                | Dieter Fröhlich Pauli Toivonen              | Poročilo |
| 8  | La Sarthe         | #23 Porsche Salzburg                      | #40 Etablissement Sonauto                   | Poročilo |
| 8  | La Sarthe         | Hans Herrmann Richard Attwood             | Claude Ballot-Léna Guy Chasseuil            | Poročilo |
| 9  | Watkins Glen      | #2 John Wyer Automotive                   | #5 Bob Grossman                             | Poročilo |
| 9  | Watkins Glen      | Pedro Rodriguez Leo Kinnunen              | Bob Grossman Don Yenko                      | Poročilo |
| 10 | Österreichring    | #23 John Wyer Automotive                  | #51 Peter-Ernst Strähle                     | Poročilo |
| 10 | Österreichring    | Jo Siffert Brian Redman                   | Günter Steckkönig Ferfried von Hohenzollern | Poročilo |

### Konstruktorsko prvenstvo
Točkovanje po sistemu 9-6-4-3-2-1, točke dobi le najbolje uvrščeni dirkalnik posameznega konstruktorja. Stelo je sedem najboljših rezultatov.

#### Skupno prvenstvo
| Poz | Konstruktor | 1. | 2. | 3. | 4. | 5. | 6. | 7. | 8. | 9. | 10. | Skupaj |
| --- | ----------- | -- | -- | -- | -- | -- | -- | -- | -- | -- | --- | ------ |
| 1   | Porsche     | 9  | 6  | 9  | 9  | 9  | 9  | 9  | 9  | 9  | 9   | 63     |
| 2   | Ferrari     | 4  | 9  | 2  | 6  | 4  | 6  | 4  | 3  | 4  |     | 37     |
| 3   | Alfa Romeo  |    | 4  |    |    |    |    |    |    |    | 6   | 10     |
| 4   | Matra       |    | 2  |    | 2  |    |    |    |    |    |     | 4      |
| 5   | Chevrolet   | 1  |    |    |    |    |    |    | 1  |    |     | 2      |

#### Prvenstvo GT
| Poz | Konstruktor | 1. | 2. | 4. | 5. | 6. | 7. | 8. | 9. | 10. | Skupaj |
| --- | ----------- | -- | -- | -- | -- | -- | -- | -- | -- | --- | ------ |
| 1   | Porsche     | 3  | 4  | 9  |    | 9  | 9  | 6  | 9  | 9   | 55     |
| 2   | Chevrolet   | 9  | 9  |    |    |    |    | 9  |    |     | 27     |
| 3   | Lancia      |    |    |    |    | 9  |    |    |    |     | 9      |
| 4   | Alpine      |    |    |    | 1  | 3  |    |    |    |     | 4      |
| 5   | MG          | 1  |    |    |    |    |    |    |    |     | 1      |